# Villaggi storici di Shirakawa-go e Gokayama
I villaggi storici di Shirakawa-gō e Gokayama sono un sito giapponese inserito dal 1995 nell'elenco dei patrimoni dell'umanità dell'UNESCO. Si trovano nella valle del fiume Shogawa, sul confine fra le prefetture di Gifu e Toyama sull'isola di Honshū. Shirakawa-gō (白川郷,? lett. "Vecchio distretto del fiume bianco") è collocato nel villaggio di Shirakawa nella prefettura di Gifu, mentre l'area di Gokayama (五箇山,? lett. "Cinque Montagne") è compresa fra Kamitaira e Taira a Nanto, nella prefettura di Toyama.

## Caratteristiche

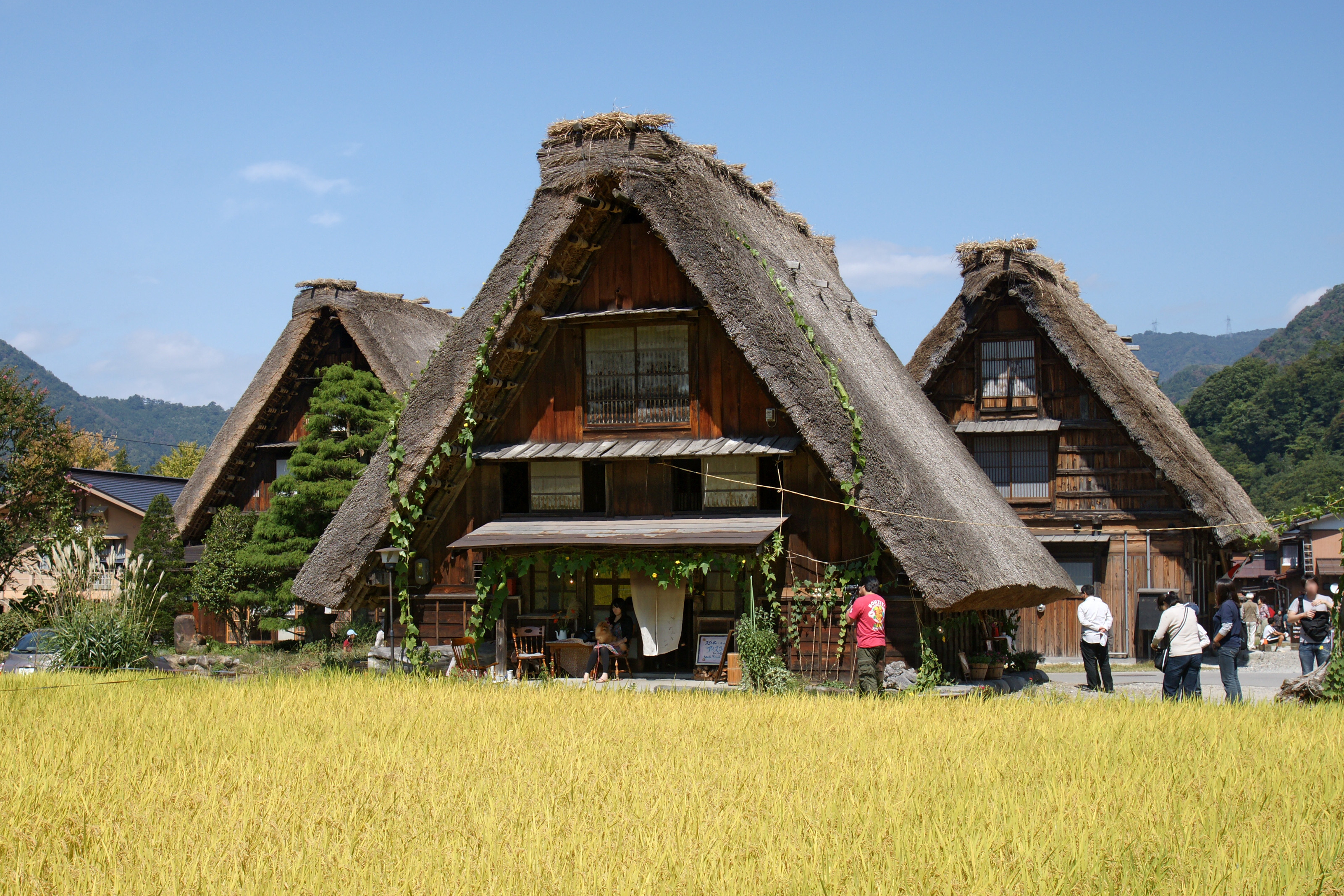
Il villaggio di Shirakawa

Questi villaggi sono famosi per le costruzioni nello stile cosiddetto gasshō-zukuri (合掌造り?), caratterizzato da un tetto in paglia fortemente spiovente che ricorda due mani unite in preghiera. Le proprietà della paglia combinate con la forma del tetto fanno sì che le costruzioni possano resistere alle forti e imponenti nevicate che si verificano in questa regione nei periodi invernali. La maggior parte delle montagne di questa regione è ancora ricoperta da foreste, e quando non c'erano i moderni mezzi di trasporto, la sottile striscia di terra lungo il fiume era l'unica disponibile per lo sviluppo urbano ed agricolo.
Le abitazioni sono costruite su 3 o 4 piani e storicamente progettate per ospitare famiglie molto numerose. Hanno un'efficiente organizzazione degli spazi, dedicati anche ad attività artigianali. I piani superiori erano tradizionalmente adibiti alla sericoltura, mentre il piano terra veniva utilizzato per la produzione di nitrato di potassio, l'elemento base della polvere da sparo.

## Nei media
- Hinamizawa, in cui si svolgono gli eventi della serie Higurashi no naku koro ni, e Onizawa della prefettura di Gifu, negli episodi 348-349 (378-379 secondo la numerazione italiana) della serie anime Detective Conan, sono villaggi immaginari ispirati a Shirakawa.

## Gemellaggi
- Alberobello[1]